# 十裂葵
十裂葵（学名：Decaschistia nervifolia）为锦葵科十裂葵属下的一个种。